# I. e. 17
Évszázadok: i. e. 2. század – i. e. 1. század – 1. század
Évtizedek: i. e. 60-as évek – i. e. 50-es évek – i. e. 40-es évek – i. e. 30-as évek – i. e. 20-as évek – i. e. 10-es évek – i. e. 1-es évek – 1-es évek – 10-es évek – 20-as évek – 30-as évek
Évek: i. e. 22 – i. e. 21 – i. e. 20 – i. e. 19 –  i. e. 18 – i. e. 17 – i. e. 16 – i. e. 15 – i. e. 14 – i. e. 13 – i. e. 12

## Események

### Római Birodalom
- Caius Furniust és Caius Junius Silanust választják consulnak.
- Augustus császár feleleveníti a százados játékok (ludi saeculares) hagyományát, melyre Horatius megírja a Százados ének (Carmen Saeculare) címet viselő kardalt.
- Marcus Vipsanius Agrippát másodszor is kinevezik Syria kormányzójává.
- Augustus örökbe fogadja a Vipsania nemzetségbe született unokáit, Caius Caesart és Lucius Caesart, akiket örököseiként jelöl meg.

## Születések
- Lucius Caesar, Marcus Vipsanius Agrippa és Julia Caesaris második fia.
- Cnaeus Domitius Ahenobarbus, Lucius Domitius Ahenobarbus és Antonia Maior fia.

## Halálozások
- Aszandrosz boszporoszi király

## Fordítás
- Ez a szócikk részben vagy egészben  a(z)   17 av. J.-C. című francia Wikipédia-szócikk ezen változatának fordításán alapul.  Az eredeti cikk szerkesztőit annak laptörténete sorolja fel. Ez a jelzés csupán a megfogalmazás eredetét és a szerzői jogokat jelzi, nem szolgál a cikkben szereplő információk forrásmegjelöléseként.